# Tereske
Tereske is een plaats (község) en gemeente in het Hongaarse comitaat Nógrád. Tereske telt 732 inwoners (2001).